# Evolución de la moda en Japón
La evolución de la moda en Japón se trata de un conjunto de prendas de vestir y diversos complementos que se basan en los gustos personales y van cambiando a lo largo del tiempo. Su vestimenta más relevante es el kimono (着物).
En Japón la moda ha ido variando a lo largo de la historia hasta convertirse hoy en día en una de las más relevantes a nivel mundial. Según el ranking anual producido por Global Language Monito Tokio, capital de Japón, se sitúa como la 17 ciudad más influyente en el panorama estilístico. Esta clasificación está encabezada por Nueva York, Londres, Los Ángeles y París.
Tokio es el emblema del "street style" o moda urbana . "Funky punk", estampados chocantes... Un cruce de estilos totalmente impactantes. Esta es una de las características de la moda japonesa su sorprendente falta de escrúpulos a la hora de combinar las distintas vestimentas o tejidos, habiendo una gran variedad de estampados, colores, mezclas y formas en el vestuario japonés.

## sigloXV-XVI. Kosode
Desde finales del siglo XV la prenda básica empleada por los japoneses había sido el kosode (小袖), antecedente del kimono, era una pieza básica formada por una túnica que poseía forma de T, la cual se ajustaba a la cintura con una faja. El kosode era prácticamente unisex, tenía el mismo corte para hombres que para mujeres. Eso sí, encontrábamos ciertos matices y diferencias en cuanto a los materiales al igual que variaban según la época del año. A ambos sexos les gustaban los elementos ornamentales extravagantes y bordados de hilo de oro.

## Consolidación del kimono. El imperio Edo (1603-1868)
```
sangrienta y dura 
batalla de Sekigahara
 acabó con la victoria de uno de los dos bandos, la familia de los 
Tokugawa
. Estos se hicieron con el cargo de 
Shogun
 o dictador militar, gobernando durante casi tres siglos, a lo largo del periodo 
Edo
 (1603-1868) llamado así por el nombre de la actual capital. Con la entrada de los Tokugawa se implantaron nuevas cambios: economía, política y sobre todo cultura.
```

Se produjo un importante cambio en la forma de vestir y el kimono que hasta entonces había tenido un uso residual comienza a adquirir una gran popularidad entre los japoneses. Con la entrada del periodo Edo comienza a haber distinciones en los elementos ornamentales entre hombres y mujeres: los primeros se decantaban por unos motivos simples mientras que las mujeres optaban por una decoración mucho más colorida. Asimismo es importante resaltar que, al igual que se produjo una separación de prendas por sexos, se fueron sustituyendo progresivamente los bordados de hilo de oro por estampados, quizás debido a la nueva legislación de gobierno sobre el lujo. Una de las principales diferencias del kimono respecto al kosode se encontraba en las mangas, el primero opta por unas más anchas. Los principales kimonos son los siguientes: Furisode, Kurotomesode y Irotomesode. Estos tres tipos son empleados exclusivamente por las mujeres. 
Respecto a los hombres cabe destacar la presencia de samuráis, guerreros del antiguo Japón. Este periodo fue muy pacífico lo que permitió que estos luchadores cuidaran más sus vestimentas. Esta prenda estaba compuesta por dos partes principales: un hakama y una parte superior que podía estar compuesta de un chaleco con los hombros muy marcados o una chaqueta larga denominada haori. Este conjunto era conocido como kamishimo. Utilizaban colores apagados con motivos sobrios. Los materiales eran distintos a pesar de las recomendaciones de renombrados maestros como Kato Kiyomasa de emplear algodón. A la vestimenta del samurái no podía faltar su famosa katana, arma exclusiva de la clase guerrera. Otra consideración importante fue el uso de prendas de papel o shii. Eran ligeras y muy resistentes, más que las de algodón. Se popularizaron debido a las restricciones del gobierno que no permitía a la clase media japonesa utilizar tejidos lujosos para su ropa.

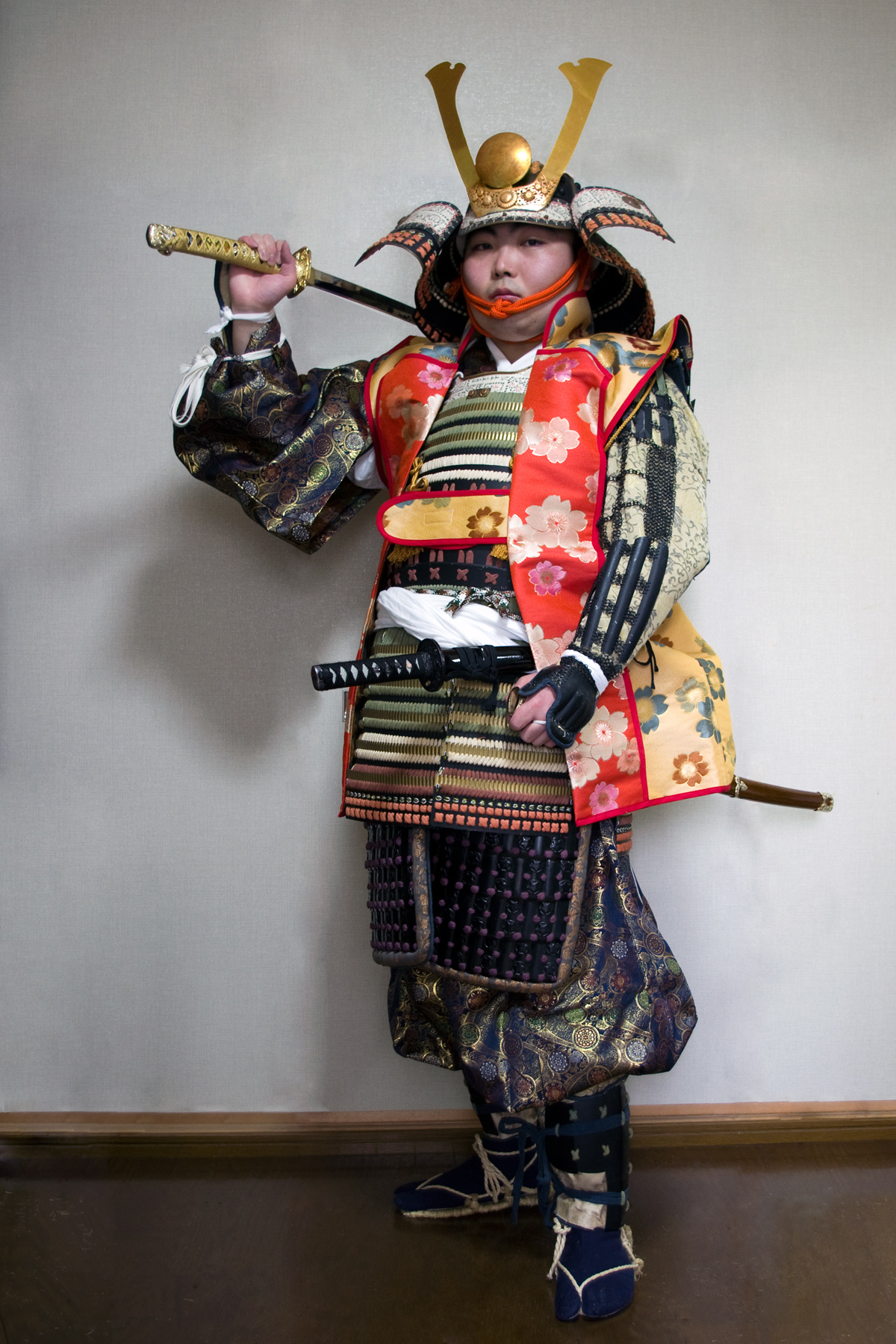
Samurái

## La entrada de la moda occidental. El periodo Meiji (1868-1912)
Con el reinado del emperador Meiji se empezó a introducir parte de la moda occidental a la vestimenta japonesa. Esto se vio reflejado principalmente en la introducción de colorantes artificiales o de la técnica de teñido yuzen, introducida por el pintor Miyazaki Yûzensai, que se utilizaba principalmente en pañuelos, yukata y kimonos. En la elaboración del kimono se comenzó a introducir la máquina de coser, aunque esto se limitaba a las familias nobles y con un alto poder económico. Otro importante cambio es el hecho de permitir el uso de prendas de occidente, sin embargo la mayoría de japoneses siguió utilizando sus prendas tradicionales.
En cuanto al kimono femenino sufrió una serie de modificaciones, especialmente en las prendas bajo el kimono, puesto que muchas de estas mujeres debido al conflicto entre Japón y China tuvieron que buscar trabajo fuera del hogar.

## Llegada de la técnica meisen. La etapa Taisho (1912-1926)
Esta etapa fue la más breve de todas, entre los años 1912 y 1926, incluyendo la Primera Guerra Mundial. Si durante la anterior fase se introdujeron las técnicas procedentes de occidente en el periodo Taisho esta tendencia se siguió consolidando, e incluso no solo afectó a la ropa, sino que el arte también se vio involucrado. Durante este periodo cabe destacar la introducción de un nuevo tipo de seda denominado meisen, la cual era mucho más barata que otras empleadas en anteriores periodos. Esta reducción de costes tanto en la propia materia prima como en la producción permitió que se abarataran los kimonos. De este modo, se popularizaron entre la población japonesa por su bajo coste.
Otro aspecto a reseñar durante esta fase, gracias al empleo de la técnica meisen, son los modelos de prendas más vivos y llamativos en detrimento de otras prendas con un estilo más tradicional.

## El afianzamiento de Shiseido. Preguerra (1926-1939)
Durante la preguerra cabe destacar la consolidación de la marca japonesa Shiseido. Dicha marca dedicada al cuidado personal y la cosmética  fue creada en la etapa Meiji, concretamente en 1870. Shiseido tuvo unas primeros años difíciles porque al tratarse de algo tan nuevo y moderno los japoneses tenían dudas sobre los beneficios de estos productos. Sin embargo durante la década de los años 30 la sociedad fue conociendo la marca y sus altísimos estándares de calidad, consiguiendo establecer así  un mensaje de cercanía y fiabilidad. Su fundador Arinobu Fukuhura fue pionero al unir las ideas de distintos continentes  justo cuando los japoneses estaban dispuestos a experimentar nuevos modos de cultura. Shiseido tuvo que pasar de la farmacia a la cosmética, pero con su filosofía consiguió mezclar el saber medicinal de oriente con la ciencia occidental, revolucionado la moda femenina.

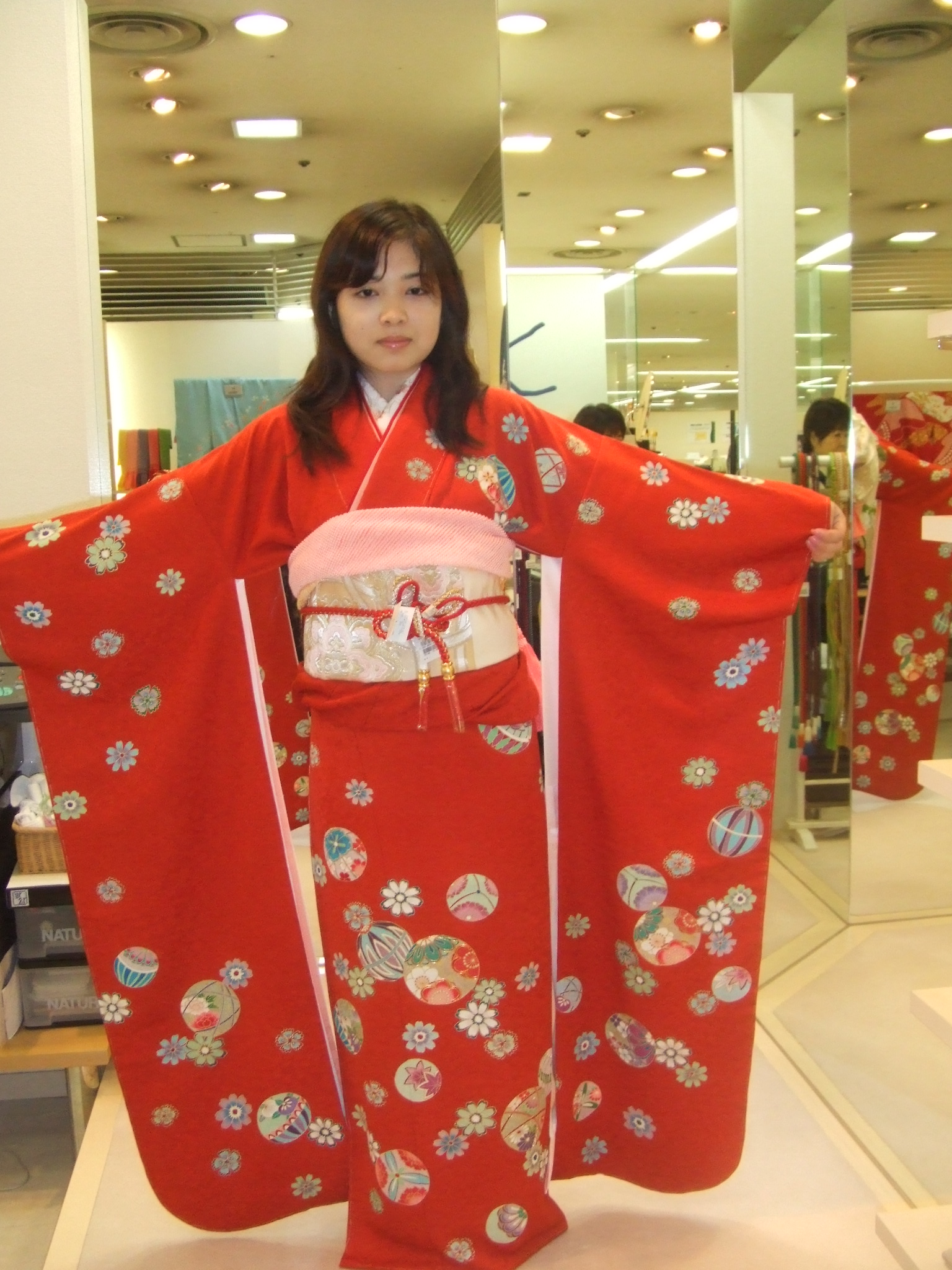
Mujer japonesa con un Furisode

La imagen de Shiseido refleja perfectamente la modernidad que se vivía en Japón; reflejando los ideales cambiantes de la belleza en las mujeres, el surgimiento de una vibrante cultura de consumo o las tendencias de vanguardia en la publicidad.

## Cambios tras la Segunda Guerra Mundial (1939-1945). Posguerra
Tras la Segunda Guerra Mundial, y con la colonización de Estados Unidos a Japón, la vestimenta occidental pasó a ser la utilizada diariamente. A pesar de esto los kimonos se van a seguir utilizando a la hora de realizar eventos especiales: comuniones, graduaciones o bodas. Es evidente que la prenda tradicional japonesa ha pasado a un segundo plano, aunque a día de hoy encontramos japoneses que siguen utilizando el kimono como su principal vestimenta; las personas que lo emplean son aquellas que se dedican a las ceremonias del té o las que trabajan dentro del mundo de las Geisha. Por otro lado Shiseido sigue aumentando su número de ventas y se convierte en una de las multinacionales más importantes de Japón junto a Sony, Asics o Nissan.

## En la actualidad. Finales delsigloXX-XXI
A finales del siglo XX autores como Yamamoto y Kawakubo trasladaron a Europa las últimas tendencias del país del sol naciente provocando una auténtica revolución. "Dejaron huella a nivel intelectual, conceptual y de silueta. Su influencia cambió la moda para siempre" afirmó Alex Badía, director de moda de la flamante revista estadounidense WWD. La moda japonesa se convierte en un referente internacional. Una realidad que se evidenció en la feria Pitti Uomo, celebrada desde 1972 en Florencia. La especial dedicación con los detalles de los diseñadores japoneses marca la diferencia. Son especialmente meticulosos con el estilo del cuello o la calidad de los botones. Para ellos tiene tanta importancia las partes de las prendas que se ven como las que no se ven.  Los nipones han mejorado el tejido de sus vaqueros hasta convertir el denim de su país en el mejor del mundo. También cabe destacar el fuerte posicionamiento de la marca Nylon, un referente en cuanto a los estilismos de moda japoneses.  
A esto hay que añadirle la consolidación de la denominada "moda callejera japonesa" a principios del siglo XXI que se ejemplifica perfectamente con el barrio de Harajuku, donde encontramos como principales tendencias: Visual Kei, Yaeba , Kawaii, Facekini, Lolita o Ganguro.

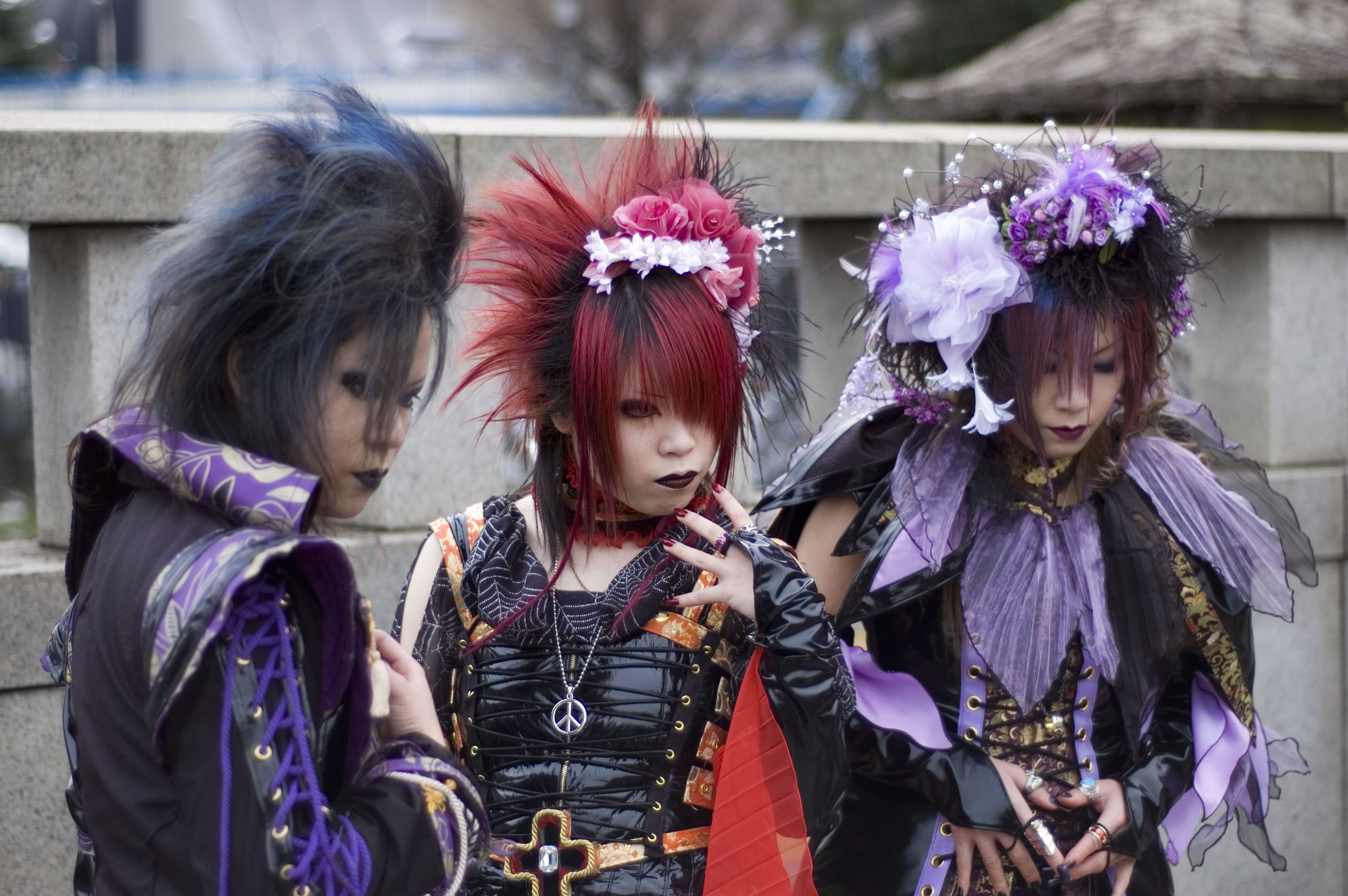
Visual Kei

- Visual Kei. Se caracteriza por el uso de gruesas capas de maquillaje, aparatosos peinados y prendas muy llamativas llenas de lentejuelas. Todo mezclado con el look general andrógino.  Su nacimiento se asociaba a grupos musicales inspirados en el Glam Rock aunque con el paso del tiempo las referencias musicales han cambiado, y las nuevas generaciones de grupos de música de Visual Kei hacen música electrónica. También cabe destacar que a pesar de ser un estilo genuinamente japonés hoy hay muchos fanes de este estilo en Estados Unidos, Alemania, Rusia o Francia.
- Yaeba.  Tiene como significado literal "doble diente" , es un procedimiento que consiste en separar los dientes caninos de manera permanente o temporal, y que cuesta hasta 400 euros por pieza modificada. Algunas de las celebridades japonesas que siguen esta moda son: Tomomi Itano, Hiro Shimono o Masako, emperatriz consorte de Japón, que lució este tipo de dentadura el día de su boda con Naruhito.
- Kawaii. Este concepto hace referencia a algo adorable o cuco en japonés. Es la tendencia dominante en la cultura popular del país del sol naciente. Ejemplos de algo kawaii serían: los ojos grandes (tan típicos en el manga japonés) en las mujeres, lo que ha generalizado prácticas como el aumento de tamaño de la pupila, o en el caso de los hombres depilarse las piernas para tener un aspecto más infantil.
- Facekini. Obsesión por mantenar la piel inmaculadamente blanca por ello utilizan una especie de pasamontañas que tapa la cara por completo, no por razones morales o religiosas, sino para evitar los rayos. Este look también tiene una importante aceptación en China.
- Lolita. Movimiento social que empezó a surgir en Japón a finales de los 70, inspirado en la época victoriana, eduardiana o rococó. Surge como respuesta a la sociedad conservadora japonesa de la cual no quería formar parte las nuevas juventudes feministas. Huyen de los patrones establecidos y buscan estilos alternativos. Esta moda se suelen dar entre los jóvenes aunque también encontramos adultos de entre 40-50 años portándola por lo que es un criterio variable la edad.
- Ganguro. Esta última moda que choca con el Facekini tuvo su gran auge en torno al año 2000, sin embargo a pesar de su bajada de popularidad a día de hoy se sigue manteniendo. Esta alternativa tendencia de pelo rubio o naranja y piel bronceada tiene como propósito obtener el estilo de las rubias bronceadas de California. Se da principalmente en chicas adolescentes y en los distritos de Shibuya, Tokio y Ikebukuro.[8]

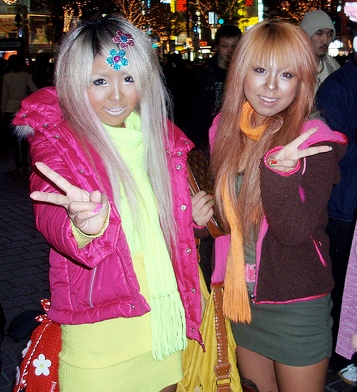
Dos chicas Ganguro